# Rouska Lozova
 (signalé en mai 2025).
Si vous disposez d'ouvrages ou d'articles de référence ou si vous connaissez des sites web de qualité traitant du thème abordé ici, merci de compléter l'article en donnant les références utiles à sa vérifiabilité et en les liant à la section « Notes et références ».
- Archive Wikiwix
- Bing
- Cairn
- DuckDuckGo
- E. Universalis
- Gallica
- Google
- G. Books
- G. News
- G. Scholar
- Persée
- Qwant
- (zh) Baidu
- (ru) Yandex
- (wd) trouver des œuvres sur Wikidata

Rousskaïa Lozovaïa
Rouska Lozova (ukrainien : Руська Лозова) ou Rousskaïa Lozovaïa (russe : Русская Лозовая), littéralement « de la tige russe », est un village de l'oblast de Kharkiv, en Ukraine.